# Вжешево
Вжешево (пол. Wrzeszewo) — село в Польщі, у гміні Осек Бродницького повіту Куявсько-Поморського воєводства.
Населення — 238 осіб (2011).
У 1975-1998 роках село належало до Торунського воєводства.

## Демографія
Демографічна структура станом на 31 березня 2011 року:
|          | Загалом | Допрацездатний вік | Працездатний вік | Постпрацездатний вік |
| -------- | ------- | ------------------ | ---------------- | -------------------- |
| Чоловіки | 121     | 47                 | 67               | 7                    |
| Жінки    | 117     | 28                 | 71               | 18                   |
| Разом    | 238     | 75                 | 138              | 25                   |